# Chiesa di San Nicola (Capistrello)
La chiesa di San Nicola è un edificio religioso situato a Corcumello, frazione di Capistrello, in provincia dell'Aquila e diocesi di Avezzano; fa parte della forania di Tagliacozzo.

## Storia

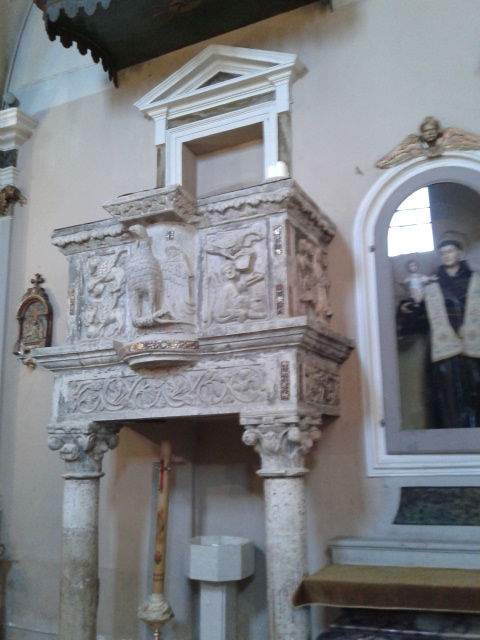
L'ambone

La chiesa castrale originaria, edificata all'inizio del XII secolo, è citata per la prima volta nella bolla pontificia del 1188 di Papa Clemente III. La chiesa, dedicata a san Nicola di Bari, venne ampiamente restaurata e impreziosita nel corso Cinquecento, acquisendo il titolo di parrocchia dalla chiesa più antica di San Giovanni, successivamente dismessa,Ve di cui restano poche tracce relative alle mura.
L'edificio sacro fu ampiamente rimaneggiato e ingrandito dai feudatari del tempo, i conti Vetoli, proprietari del contiguo castello De Ponte-Vetoli.
Originariamente l'ambone fu realizzato per la chiesa e il monastero di san Pietro, cenobio collocato vicino al cimitero di Corcumello che risultò in tenimento ai monaci benedettini di Santa Maria in Cese e che fu soppresso alla fine del XIII secolo. L'opera, tra il 1904 e il 1908, venne collocata all'interno della chiesa parrocchiale di San Nicola.
Restaurata più volte nel corso dei secoli subì danni non irreparabili a causa del terremoto della Marsica del 1915.
Nel 1973 venne trafugata la statua duecentesca della Madonna col Bambino che fu ritrovata nel corso degli anni ottanta e in seguito di nuovo rubata. L'ultimo restauro dell'edificio risale al 2014.
Nel 2020 fu completato il restauro dell'ambone, elemento di maggior pregio della chiesa.
La parrocchia della diocesi di Avezzano è intitolata "San Pietro in San Nicola di Bari".

## Descrizione
La chiesa, contigua al castello De Ponte-Vetoli, nel centro storico di Corcumello, si caratterizza per l'ingresso con scalinata, portico e portale in stile rinascimentale. Ricostruita nel corso del Cinquecento rispetto all'originario edificio duecentesco (di cui restano poche tracce), presenta una struttura a volte. 
Internamente il pavimento con lastre di travertino ha sostituito quello originario in pietra.
L'antico organo a canne della scuola degli organari della famiglia Fedeli, risalente al XVIII secolo, si compone di cassa lignea ed elementi strumentali. Fu restaurato nel 1988 con la consulenza del musicologo Oscar Mischiati. Durante questi lavori sono tornati alla luce degli affreschi del Quattrocento. Una porzione del portone in sambuco, simile a quello della chiesa di Santa Maria in Cellis di Carsoli, è datato 1132.
Anton Ludovico Antinori collocò l'ambone all'anno 1267, attribuendo l'opera all'artista Stefano de Moscino, venne smontato dalla chiesa e monastero di San Pietro e riassemblato nella chiesa di San Nicola nei primi anni del XX secolo (1904-1908), apportando alterazioni all'opera originaria. Frontalmente presenta i simboli degli evangelisti, lateralmente elementi simbolici riferibili ai santi Pietro e Paolo.
In un affresco absidale è raffigurato il martirio di san Lorenzo sullo sfondo della città di Roma in epoca rinascimentale. La statua: trafugata della Madonna col Bambino risale al Duecento, quella di sant'Antonio di Padova, invece, con ogni probabilità al XIX secolo.